# أدريانو باناتا
أدريانو باناتا (بالإيطالية: Adriano Panatta)‏ هو لاعب كرة مضرب سابق إيطالي ولد في يوم 9 يوليو 1950 في مدينة روما في إيطاليا، أفضل إنجازاته هو فوزه ببطولة فرنسا المفتوحة في سنة 1976 بعد فوزه على الأمريكي هارولد سولومون، وكان من اللاعبين ألذين فازوا على السويدي بيورن بورغ في رولان غاروس، أفضل تصنيف إحتله كان المركز ال15 في 24 مارس 1980.

## روابط خارجية
- أدريانو باناتا على موقع eWRC-results.com (الإنجليزية)
- أدريانو باناتا على موقع رابطة محترفي التنس (الإنجليزية)
- أدريانو باناتا على موقع الاتحاد الدولي لكرة المضرب (الإنجليزية)
- أدريانو باناتا على موقع كأس ديفيز (الإنجليزية)
- أدريانو باناتا على موقع خلاصة التنس.كوم (الإنجليزية)
- أدريانو باناتا على موقع CONI honoured athlete website (الإيطالية)